# Prozessionen und Wallfahrten in Bökenförde
In der Bökenförder St. Dionysiuskirche wird das Gnadenbild „Mutter der göttlichen Gnade“ besonders verehrt. Die aus Lindenholz gefertigte romanische Sitzmadonna stammt aus dem 12. Jahrhundert. Daher entwickelte sich seit dem Mittelalter ein ausgeprägtes Prozessions- und Wallfahrtswesen.

## Prozessions- und Wallfahrtswesen im 17. und 18. Jahrhundert
Das Prozessionswesen ging in Bökenförde während des Dreißigjährigen Krieges fast vollkommen ein, so ist um 1692 lediglich eine jährliche Prozession vor dem Fronleichnamsfest nachgewiesen. Erst unter Pastor Johann Heinrich Hesse wurde das Prozessionswesen neu belebt, nachdem er 1712 infolge einer verheerenden Viehseuche in Bökenförde unter Zustimmung der Gemeinde eine Lobeprozession zum Fest des Hl. Laurentius einführte. Auch die Marienverehrung belebte Pastor Hesse neu, als er 1719 das alte, bis dahin versteckte und dadurch in Vergessenheit geratene Gnadenbild wiederentdeckte. Zunächst glaubte er das versteckte Gnadenbild aus Verne wiederentdeckt zu haben und behauptete daher, dass das Gnadenbild zu Verne eine Fälschung sei und dass sich das echte sich in Bökenförde befinde. Mit dieser Behauptung nahm Pastor Hesse Bezug auf die Verner Wallfahrtstradition, in der berichtet wird, dass das Verner Gnadenbild in einem größeren eingeschlossen sei und seither von keinem Menschen gesehen wurde. Hesse nahm daher an, dass er das originale Gnadenbild in seiner Gemeinde gefunden hätte und war der Ansicht, dass fortan in Bökenförde das Gnadenbild verehrt werden müsse. Aus diesem Grund terminierte er die Wallfahrtsprozession für Bökenförde auf das Hochfest der Großen Liebfrauentracht in Verne.
Die Große Liebfrauentracht zu Verne hatte regional große Bedeutung, so dass das Verner Gnadenbild auch in das benachbarte kölnische Geseke getragen wurde. Es ist anzunehmen, dass Gläubige aus der hiesigen Umgebung an diesem Tag zu der Wallfahrt nach Verne zogen, um an der riesigen Prozession und Verehrung teilzunehmen. Pastor Hesse ließ indes Erzählungen zu Wunderberichten zusammentragen, die der Paderborner Dompropst wiederum als „wertlosen Tratsch“ abwertete, weil er annahm, dass Pastor Hesse die Prozession als Gegenveranstaltung zu Verne nur aus Eigennutz eingeführt habe. Der Dompropst war so erbost über das Vorgehen des Bökenförder Pastors, weil dieser auch behauptet hatte, dass eine Pestepidemie durch Umtragen des Gnadenbildes erloschen sei, dass er den Kölner Erzbischof und Kurfürsten um eine Untersuchung der Vorgänge in Bökenförde bat. Ziel sollte sein, dass die Bökenförder Prozession am Wochenende von dem Johannesfest verboten werde. Dieser zähe Rechtsstreit wurde 1722 dahingehend gelöst, dass der Bökenförder Termin auf den Dreifaltigkeitssonntag verlegt wurde. Bestehen blieb allerdings das Fest des Gnadenbildes, das Pastor Hesse 1719 eingeführt hatte und das am Sonntag vor Johannes (24. Juni) zeitgleich mit dem Hochfest in Verne gefeiert wurde. Die Pilgerzahlen stiegen in Bökenförde in den folgenden Jahren stark an. Das belegen zahlreiche Messstiftungen, Votivgaben und Zuwendungen, welche die Bökenförder Pfarrei erhielt. Im Jahr 1747 stiftete Pastor Reiser eine Vikarie, um dauerhafte Unterstützung in der Seelsorge zu sichern. Ebenso stiftete er einen Marienaltar (B.M.V. = Beata Maria Virginis), vor dem er in der Marienkapelle auch seine letzte Ruhestätte fand.

## Betgemeinschaft der Marianische Lieb(e)sversammlung

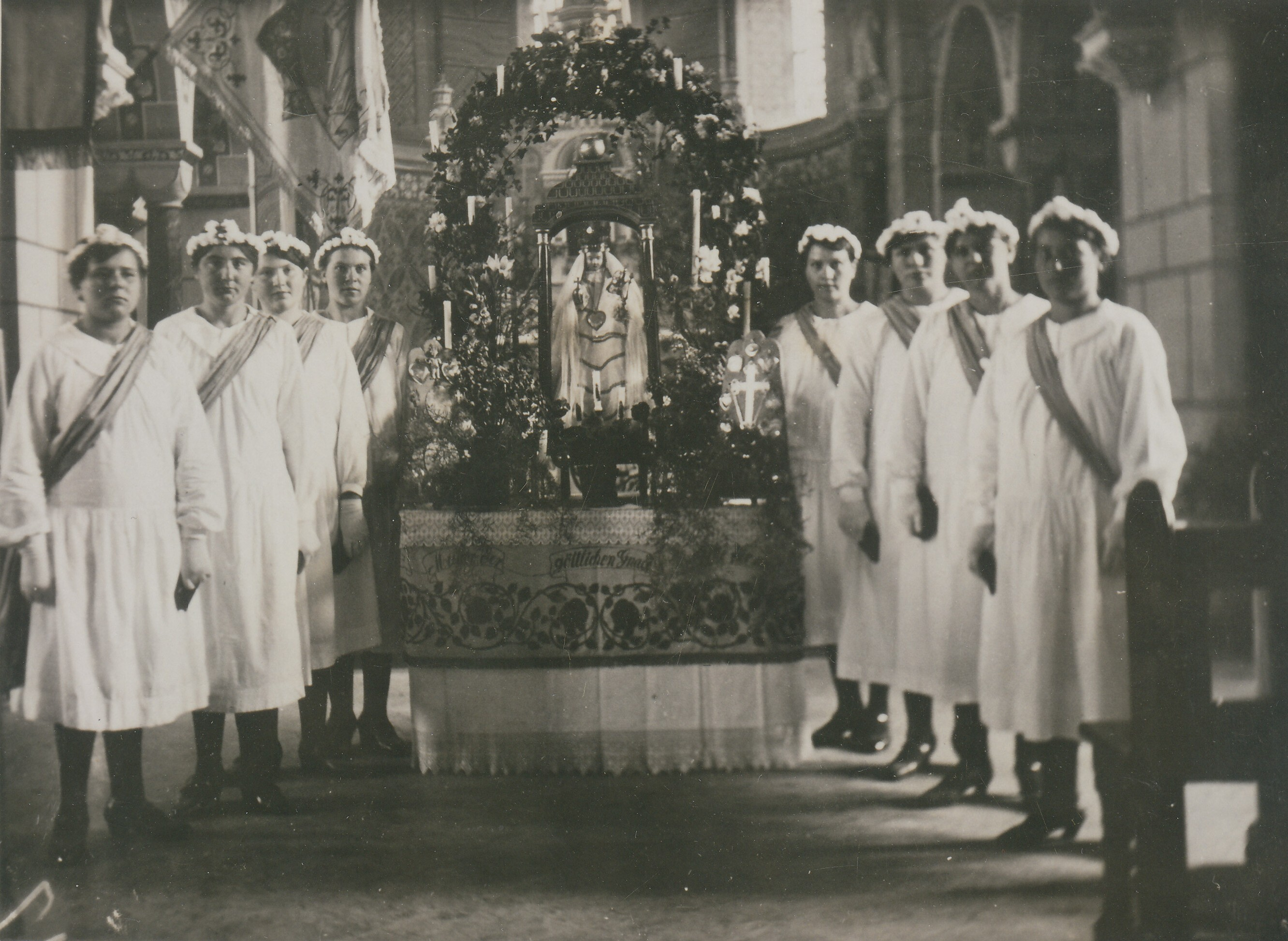
Die Jungfrauenkongregation Bökenförde, um 1925

Am 8. September 1770 ist in Bökenförde die sog. Marianische Liebsversammlung (mater divini amoris) gegründet worden. Papst Pius VI. gewährte 1780 den Mitgliedern, dass für die verstorbenen Mitglieder am Marienaltar eine hl. Messe gefeiert werden kann. An allen Muttergottesfesten kamen die Mitglieder dieser Betgemeinschaft in der Kirche zusammen, um einen Rosenkranz von fünf Gesetzen, für sich und alle Brüder und Schwestern, dann ein Vater unser und ein Ave Maria für alle verstorbenen Mitglieder zu beten. Nachdem bis in die zweite Hälfte des 19. Jahrhunderts nichts mehr von der Vereinigung der Marianischen Liebesversammlung zu finden ist, wurde sie am 2. Januar 1872 wieder aktiviert, die Mitglieder wurden in einem Mitgliederbuch geführt.
Ihr schlossen sich zuerst zehn Ordensschwestern aus Erwitte an. Am selben Tag traten überwiegend Einwohner aus Bökenförde, aber auch aus Ermsinghausen bei. Die Vereinigung wuchs bis 1894 stetig an und hatte dann einen stolzen Mitgliederstamm von 377. Neben den vielen Bökenfördern kamen Mitglieder aus: Geseke, Esbeck, Millinghausen, Störmede, Westernkotten, Hoinkhausen, Klieve, Erwitte, Rixbeck, Lippstadt, Wiggeringhausen, Eickelborn, Langeneicke, Altenrüthen, Ehringhausen, Eikeloh, Weckinghausen, Nettelstädt, Steinhausen, Schwarzenraben, Öchtinghausen und Dedinghausen. Einige Personen kamen sogar von weiter her: Neustadt, Borken, Hegensdorf, Werl und Verne. Das ist ein Beleg dafür wie bekannt der Wallfahrtsort Bökenförde war und dass die Marienverehrung blühte. Die Daten des Eintritts der Mitglieder bzw. der Zeitraum 1872–1894 legen dar, dass diese Vereinigung während der Gründung des Deutschen Reiches und dem Kulturkampf, also während der gesamten Ära Bismarcks hindurch, besonders aktiv gewesen ist – zumindest in der Mitgliederwerbung. Wann sich der Verein auflöste bzw. seine Aktivitäten vollkommen zum Erliegen kamen, ist nicht bekannt. Die Marianische Liebsversammlung wird jedenfalls im ersten Realschematismus von 1913, in welchem alle kirchlichen Vereine aufgeführt sind, nicht mehr erwähnt. Letztmals findet sich die Betgemeinschaft in einem Proklamationsbuch aus dem Jahr 1922 wieder.

## Marienverehrung und Marienwallfahrt seit dem 19. Jahrhundert
Noch im Jahr 1800 feierte die Kirchengemeinde das Fest des Gnadenbildes groß, doch litt das kirchliche Leben unter der neuen französischen Herrschaft in den folgenden Jahren sehr und wurde stark eingeschränkt. Die Prozessionen und Wallfahrten konnten nicht mehr stattfinden und wurden nach dem Wiener Kongress 1815 und der dann folgenden preußischen Herrschaft zunächst nicht wieder belebt. Die private, auf das Dorf Bökenförde beschränkte Verehrung des Gnadenbildes blieb jedoch bestehen. Zunehmend kamen dann wieder besonders an den Samstagen Einzelpilger aus der Umgebung, um dem feierlichen Hochamt mit Aussetzung des Allerheiligsten am Marienaltar beizuwohnen. Gegen Mitte des 19. Jhs. erfuhr die Marienverehrung weiteren Auftrieb, zahlreiche Heiligenhäuschen wurden 1860 im Dorf und in der Feldflur erbaut. Um 1864 entstand die als Brünneken genannte Parzelle, in der sich heute Brunnen und Kapelle befinden. In diesen Zeitraum dürfte auch die Errichtung der Kapelle fallen.

## Marienverehrung und Marienwallfahrt seit dem 20. Jahrhundert

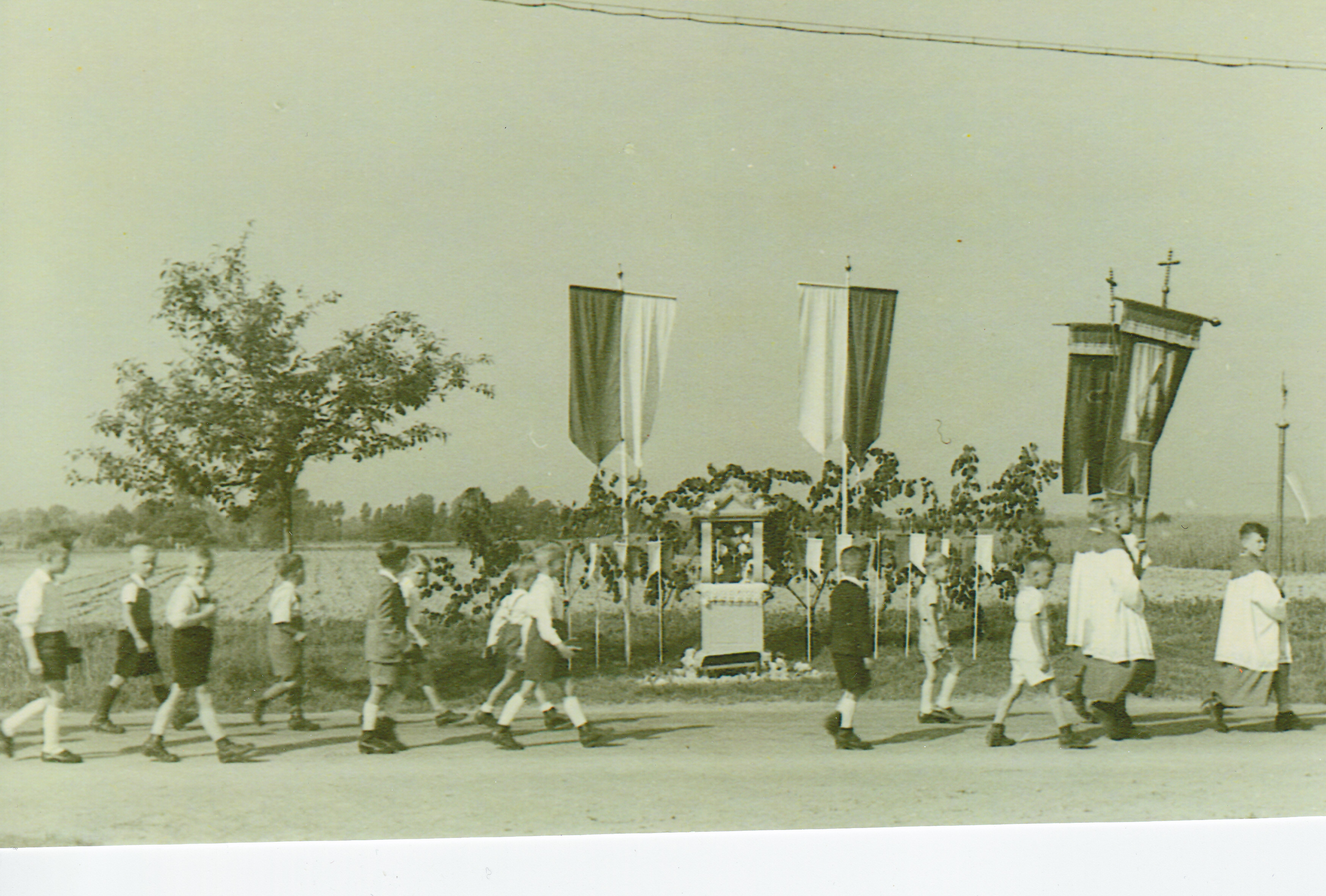
Himmelfahrtsprozession zum Brünneken 1947

Beschränkte sich die Marienverehrung im 19. und beginnenden 20. Jahrhundert abgesehen von Einzelpilgern überwiegend auf die Bökenförder Bevölkerung, so wurde das Wallfahrtswesen erst wieder durch Pastor Joseph Sondermann, der zwischen 1922 und 1932 in Bökenförde wirkte, neu belebt. Er untersuchte die Geschichte des Gnadenbildes und gab 1925 ein Andachtbuch heraus, das mit der Jahrhunderte alten Geschichte des Gnadenbildes, seinen Wunderberichten und mit Gebeten für den Marienwallfahrtsort Bökenförde warb. Zudem warb er erfolgreich in der Umgebung für das einst wundertätige Gnadenbild. Die erste Wallfahrtsprozession kam aus dem benachbarten Bad Westernkotten mit 300 Gläubigen am 28. Juni 1924. Es folgten noch im gleichen Jahr Wallfahrten aus Lippstadt, Esbeck, Hoinkhausen, Berge und Salzkotten.
Von Pastor Otto Schelle von der St.-Elisabeth-Kirche in Lippstadt wurde 1934 die Dekanatsmännerwallfahrt eingeführt, die bis heute zahlreiche Männer aus dem Dekanat Lippstadt am Pfingstmontag mit der Prozession, mit dem Fahrrad oder Auto zum Brünneken führt. Die große Anzahl an Pilgern führte in den 1930er Jahren zu Überlegungen, anstelle der bisherigen Kapelle ein viel größeres Gebäude zu errichten. Die Pläne wurden allerdings nicht realisiert. Das Brünneken ist bis heute eine Station für Gläubige, Einzelpilger oder auch Gruppen, die sich aus ihren Gemeinden auf den Weg machen, um an den Erscheinungsort der Mutter der göttlichen Gnaden zu pilgern. Neben der Dekanatsmännerwallfahrt am Pfingstmontag, an der sich traditionell auch zahlreiche Männer aus Bökenförde beteiligen, zieht die Kirchengemeinde heute traditionell noch am Dreifaltigkeitssonntag und um das Fest Maria Himmelfahrt (Krautweihe)in feierlicher Prozession durch die Feldflur zum Brünneken und zurück in die Kirche.

## Die Prozessionen im Überblick
Bis 1755 war die Anzahl der Prozessionen in der Pfarrei Bökenförde auf fünf gestiegen: zum Markusfest (25.04.), an Dreifaltigkeit (seit 1723), zu Fronleichnam, einen Tag nach Fronleichnam als große Feldprozession sowie die Lobetagsprozession am Fest des hl. Laurentius.

### Bittprozessionen
Im 19. Jahrhundert fanden Bittprozessionen am Montag, Dienstag und Mittwoch vor dem Fest Christi Himmelfahrt jeweils morgens statt. Eine weitere dieser Bittprozessionen war die Markusprozession, die am Gedenktag des hl. Markus (25.04.) nachweislich schon im 17. Jahrhundert in Bökenförde durchgeführt wurde, um „Segen für Feld und Flur, Volk und Vaterland“ zu erbitten. In früheren Zeiten zogen die Bittprozessionen durch die Feldflur, wie aus den Proklamationsbüchern des 20. Jhs. hervorgeht, ging man zu dieser Zeit lediglich dreimal um die Kirche. Alle Bittprozessionen wurden im Zuge der Liturgiereform 1965 abgeschafft.

### Christi Himmelfahrt
Auch zum Fest Christi Himmelfahrt gab es bis 1965 eine Prozession. Ihre Anfänge liegen im 18. Jahrhundert, wobei sie damals noch nicht regelmäßig stattfand. Pastor Reiser vermerkte um 1755:

„In Festo Ascensionis (Dni) (Christi Himmelfahrt) haben mir die Bauern auch eine Prozession aufgeschwätzet, auch etliche Male gehalten, aber sine fundamento und deswegen abgeschaffet, doch aber in die Prozession St. Marci includieret, indem etwas weiter extendiret worden.“

Demzufolge hat Pastor Reiser die Prozession mit der Marcus-Prozession zusammengefasst. Erst im 19. Jahrhundert wurde zu Christi Himmelfahrt regelmäßig eine Prozession durchgeführt. An dem Feiertag war um 6.30 Uhr zunächst wie gewöhnlich die Frühmesse und gegen 9 Uhr das Hochamt, woran sich die Prozession anschloss. Entlang des Prozessionsweges wurden Ehrenbögen über die Straße gespannt, Fähnchen an Holzstangen aufgestellt, Hausaltäre aufgebaut und prächtige Blumenteppiche ausgelegt. Zusätzlich wurde der Straßenrand zwischen den Fahnen mit Birken- oder Lindenbüschen verschönert. Der Kirchenvorstand trug einen Baldachin, unter dem der Pastor das Allerheiligste bei allen Prozessionen trug. Der Abschluss der Prozession war traditionell in der Kirche, wo das Te Deum gesungen und der Segen erteilt wurde. Am Nachmittag fand um 14.30 Uhr noch eine Andacht in der Kirche statt. Die Prozession zu Christi Himmelfahrt
wurde im Zuge der Liturgiereform 1965 abgeschafft. In Bökenförde feierte man stattdessen an diesem Tag das Fest der Erstkommunion.

### Dreifaltigkeit
Die Marienprozession an Dreifaltigkeit wurde laut Lagerbuch (1755) von rund 1200 Gläubigen besucht, so dass der Bökenförder Geistliche Unterstützung aus dem Kloster in Geseke hinzu holen musste.

„Auf Trinitatis pflegen an die tausend auch ad zwölfhundert Kommunikanten zu kommen, müssen dazu 14 Tage voraus drei bis vier Patres von Geseke bestellet werden […], dass der eine Mess lese, […] damit sie in den Beichtstuhl etwas ausrichten und die Menschen alle Messe hören können, der dritte kann die hohe Messe halten und der vierte kurz vor dem hohen Amt die heilige Messe lesen, die Prozession ausführen und an den Brunnen die Predigt halten in cultu B.M.V. Dafür gibt man ex oblatis dem Kloster 2 Reichstaler allhier den Patribus den vorigen Abend essen und trinken, wie auch den Mittag, sed sine vino (aber ohne Wein), der Herr Pastor […] wohnet der Prozession mit bei und betet mit den Leuten den hl. Rosenkranz […] Neben diesen muss der Pastor die benachbarten Herrn confratres und patres zu der heiligen Beichte requirieren, damit allen geholfen werde und sorgen, dass alle halbe Stunde wenigstens die hl. Kommunion distribuieret wird, um das starke Gedränge zu vermeiden. Denen frei und dienstwilligen Geistlichen […] gibt man zu gelegener Zeit eine kleine recreation in vino, so nicht solches durch gleichen Dienst ersetzet wird. […] Den Nachmittag um 3 Uhr wird der heilige Segen gegeben und danach eine Litanei von den heiligen Namen Jesu oder Muttergottes gesungen oder gebetet, dem dann viele Menschen noch abwarten und die Andacht helfen schließen.
Es finden sich ein auf Trinitatistag allerhand cramers, welchen aber nicht der geringste Platz binnen der Kirchhofesmauer zu verstatten, sondern gemäß Christi Exempel und juxta Statua synodalia durch sich selbst mit Zuziehung der scabinen und Dorfsbauerrichter fortzutreiben, wie sie auch Namen haben oder was sie auch verkaufen. Was angeht das Gnadenbild ist dieses ein gar altes Bildnis und vor vielen Jahren bei den selbigen wie die Nachrichten und alle Umstände anweisen, eine sonderliche Andacht geübet worden, aber durch Kriegszeiten fast in Abgang kommen. Dieses Bild wird in Ehren gehalten unter dem Titel Mater divinae Gratiae, es hat auf der Brust einen Stern von Messing und wie ich sehr praesumire müssen einige heilige Reliquien darin aufbehalten werden. Darum, weil dieses Bild sehr alt, muss ein Pastor dieses dem Küster nicht anvertrauen auf- und einzusetzen, sondern selbst den Tag vor der Prozession aufnehmen,
wenn es notwendig durch eine tugendsame Person ankleiden, aufzieren lassen, derselbigen Nacht in das Kleiderschap verschließen, des morgens früh die silbernen Pfennige anhängen, auf die Tragbahr außer der Kirchen mit dem kleinen Opferkästlein exponieren, einen beständigen und ehrbaren Mann dabeistellen, bis dahin die Prozession ausgehet und als dann dieses Bild von den dazu verordneten Dorfstöchtern aufgenommen und andächtig herumgetragen wird mit der Warnung, dass die Trägerinnen behutsam dahergehen, um- und abwechseln, auch auf die Zieraten genaue Achtung haben, damit nichts verloren gehe oder davon gestohlen werde. Dem Bewahrer des Bildes und welches als dann die Sachen an selbiges anrühret werden vier Groschen gegeben. Es können dabei auch die Muttergottesbilder und Gebetten distribuieret werden denen so es verlangen.
Den pulsanten (Läutern) pro extraordinario labore (Arbeit) habe ich ex oblatis auf Neujahr 9 Groschen gegeben, dem Küster kann ein Pastor auch mit wenigen (weinigen) befriedigen und muss für 1 Reichstaler ex oblatis den heiligen Rosenkranz mit den Kindern das Jahr hindurch beten pro benefactoribus, sonst hat keiner etwas davon zu gewarten, als ein Pastor wird selbst wissen, was er für das Tractement und pro labore suo zu nehmen hat.
Der Bauerrichter muss den Tag vorher die Wege bessern, die heiligen Pöste visitieren, Fahnen und Himmelträger bestellen, welche dafür nichts bekommen. Es ist auch Trinitatistag allhier ein vollkommener Ablass zu gewinnen, muss post septennium aber renoviret werden, wie ich dann pro anno 1744 selbigen durch den Herrn Pater Prior Dominicanorum zu Soest mit 3 Reichstaler renovieren lassen.“

Dem Bericht zufolge herrschte um 1755 an diesem Festtag ein großer Andrang von Pilgern, die an der Prozession zum Brunnen bzw. zum Erscheinungsort Mariens teilnahmen. Die Vielzahl der Gläubigen zog auch Kaufleute an, die im Schatten der Kirche Geschäfte machen wollten, was der Bauernrichter und die Schöffen unterbinden sollten.

### Fest des Gnadenbildes
Pastor Johann Heinrich Hesse führte, nachdem er das im Dreißigjährigen Krieg versteckte und in Vergessenheit geratene Gnadenbild wiederentdeckt hatte, das Fest des Gnadenbildes ein, das mit einer Prozession am Sonntag vor dem Johannesfest (24. Juni) begangen wurde. Obwohl die Prozession nach einem Rechtsstreit 1722 auf den Dreifaltigkeitssonntag verlegt wurde, feierte man am Sonntag vor dem Johannesfest das fest des Gnadenbildes. Das belegt der Ablassbrief von Papst Leo XIII. vom 30. Januar 1902:

„Leo III. gewährt allen Christgläubigen, die nach würdiger Beichte und Kommunion die Pfarrkirche zu Böckenförde an dem Jahrestag, an dem das dortige Mariengnadenbild zuerst ausgesetzt wurde und am Sonntag vor dem Feste der Geburt des hl. Johannes des Täufers, an dem dort das Fest des Gnadenbildes gefeiert wird, oder, wenn man an diesem Tage verhindert ist, am folgenden Sonntag, oder auch einem beliebigen anderen von 7 ununterbrochenen Tagen, resp. den folgenden, jährlich unter den üblichen Bedingungen besucht, einen vollkommenen Ablass, außerdem den Gläubigen, die mit reumütigem Herzen an einem beliebigen Tage genannte Kirche und Gnadenbild besuchen und in oben genannter Meinung beten 300 Tage Ablass. Alle diese Ablässe können fürbittweise auch den Armen Seelen zugewandt werden.“

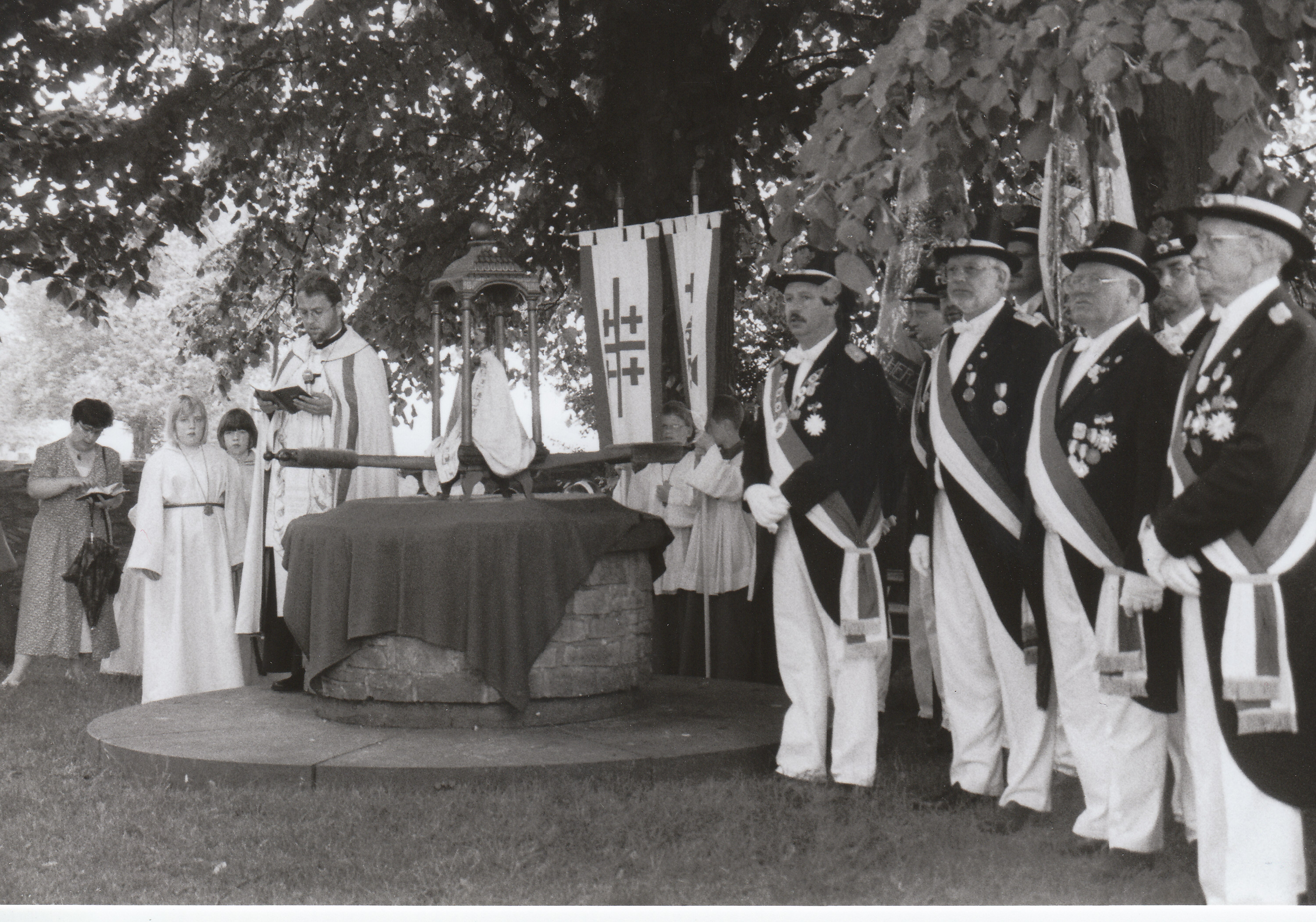
Dreifaltigkeitsprozession mit Predigt am Brunnen 1997

Die Familie von Hörde zu Schwarzenraben war der Bökenförder Kirche im Besonderen verbunden. So berichteten Friedrich und Josef von Hörde, die sich studienhalber in Rom aufhielten, berichteten dort von der Verehrung des Gnadenbildes in Bökenförde. Mit Unterstützung des Erzbischofs von Köln wurden von Papst Clemens XIII. Ablässe für die Pilger zur Mutter der göttlichen Gnade in Bökenförde erlangt. Papst Clemens XIV. gewährte 1772 einen weiteren Ablass. Im Jahr 1780 wurde die Betgemeinschaft der „Marianischen Liebesversammlung“ gegründet, die an Dreifaltigkeit ihr Titularfest beging. Papst Pius VI. gewährte im Gründungsjahr den Mitgliedern der beim Marienaltar errichteten Marianischen Liebsversammlung (mater divini amoris), dass für die verstorbenen Mitglieder am Marienaltar eine hl. Messe gefeiert werden konnte. Im selben Jahr bewilligte Papst Pius VI. einen Ablass zu Dreifaltigkeit, Weihnachten und Maria Himmelfahrt. Die Pfarrei Marienverehrung in Bökenförde gewann dadurch noch weiter an Bedeutung. Ablässe konnten somit an folgenden Tagen erworben werden: Dreifaltigkeit, Weihnachten, Sonntag nach Maria Himmelfahrt, Maria Empfängnis, Reinigung, Ankündigung, Heimsuchung, Geburt, Himmelfahrt, Opferung.
Das Fest des Gnadenbildes wurde zu Beginn des 20. Jhs. wegen der zeitlichen Nähe mit dem Dreifaltigkeitsfest zusammengelegt. Der Dreifaltigkeitssonntag gilt seither als „Hauptfest unseres Gnadenbildes“. In einem Proklamationsbuch wurde 1922 vermerkt: „Dreifaltigkeit 1922, Titularfest der Marianischen Liebesversammlung, Papst Pius VI. bewilligte allen, die an diesen Tagen die hl. Sakramente empfangen und in der Pfarrkirche zu Bökenförde in der Meinung des hl. Vaters beten, einen vollkommenen Ablass, die Kommunion kann auch am Samstag empfangen werden, die Beichte kann geschehen in der dem Tage vorausgehenden 8 Tagen. Die Gemeinde würde sich einer solchen Auszeichnung unwürdig zeigen, wenn nicht alle, die es irgendwie ermöglichen können, dieselbe sich zu Nutze machen würde. Alle Gemeindemitglieder werden daher heglich eingeladen, sich nicht nur mit dem Teilnehmen an der Prozession und mit häuslicher Feier zufrieden zu geben, sondern auch zu allem das zu tun, was diesen Tag wirklich zu einem Gnadentag für die Gemeinde macht, nämlich die hl. Sakramente der Buße und des Altares zu empfangen. (Vgl.. . der Nachbargemeinde: Westernkotter Lobetag!)“ Das Dreifaltigkeitsfest wurde von dem Geistlichen Sondermann künstlich als Lobetag emporgehoben, das zeigt deutlich der Bezug auf den Lobetag der Nachbargemeinde Bad Westernkotten. Die Prozession zum Bökenförder Hochfest Dreifaltigkeit war 1922 allerdings wieder von großer Bedeutung, da sie zu diesem Zeitpunkt bereits mit einer Blasmusik begleitet wurde; die Kollekte wurde 1922 für die Blaskapelle verwandt. Die Dreifaltigkeitsprozession war und ist für die Bökenförder bis heute von besonderer Bedeutung, so kamen die außerhalb wohnenden gebürtigen Bökenförder in ihre alte Heimat, um an der Prozession teilzunehmen und anschließend ihre Verwandten in Bökenförde zu besuchen. Straßen wurden mit Blumenteppichen festlich geschmückt.

### Fronleichnam
Die Fronleichnamsprozession wurde in Bökenförde im Zuge der Belebung der Marienverehrung erst im 18. Jahrhundert wieder eingeführt. Belegt ist die Prozession durch das Dorf im 18. Jahrhundert durch das Lagerbuch des Pastor Reiser (1755). Früher schmückten entlang des gesamten Prozessionsweges aufgestellte Birkenzweige, Büsche und Fahnen den Weg. Teilweise wurden vor den Hauseingängen auch Blumen, Hausaltäre, Heiligen- und Madonnenbilder aufgestellt. Der Grund für die Blumenteppiche dürfte wohl im Kerngedanken franziskanischer Geistlichkeit entsprochen haben, nach der Christus auf Blumen ins Himmelreich einzog. Diese Tradition stammt allerdings erst aus dem 19. Jahrhundert Den Abschluss der Prozession bildete die Anbetung des Allerheiligsten in der Kirche mit abschließendem Segen. Am Nachmittag fand in früheren Jahren zudem noch eine Andacht statt. Bis 1965 wurde das Allerheiligste zu allen Prozessionen mitgeführt. Im Zuge der Liturgiereform wurde beschlossen, das Allerheiligste nur noch an Fronleichnam unter dem Baldachin mitzuführen. Die Fronleichnamsprozession durch das Dorf wurde Anfang des 21. Jhs. aufgegeben. Wenige Jahre später beschloss der Pfarrgemeinderat, eine kleine Prozession um die Kirche einzuführen. Eine Station ist seither am Bildstock des heiligen Nepomuk auf dem Kirchhof und eine weitere am Pfarrheim, bevor die Gläubigen wieder in die Kirche einziehen.

### Feldprozession am Tag nach Fronleichnam

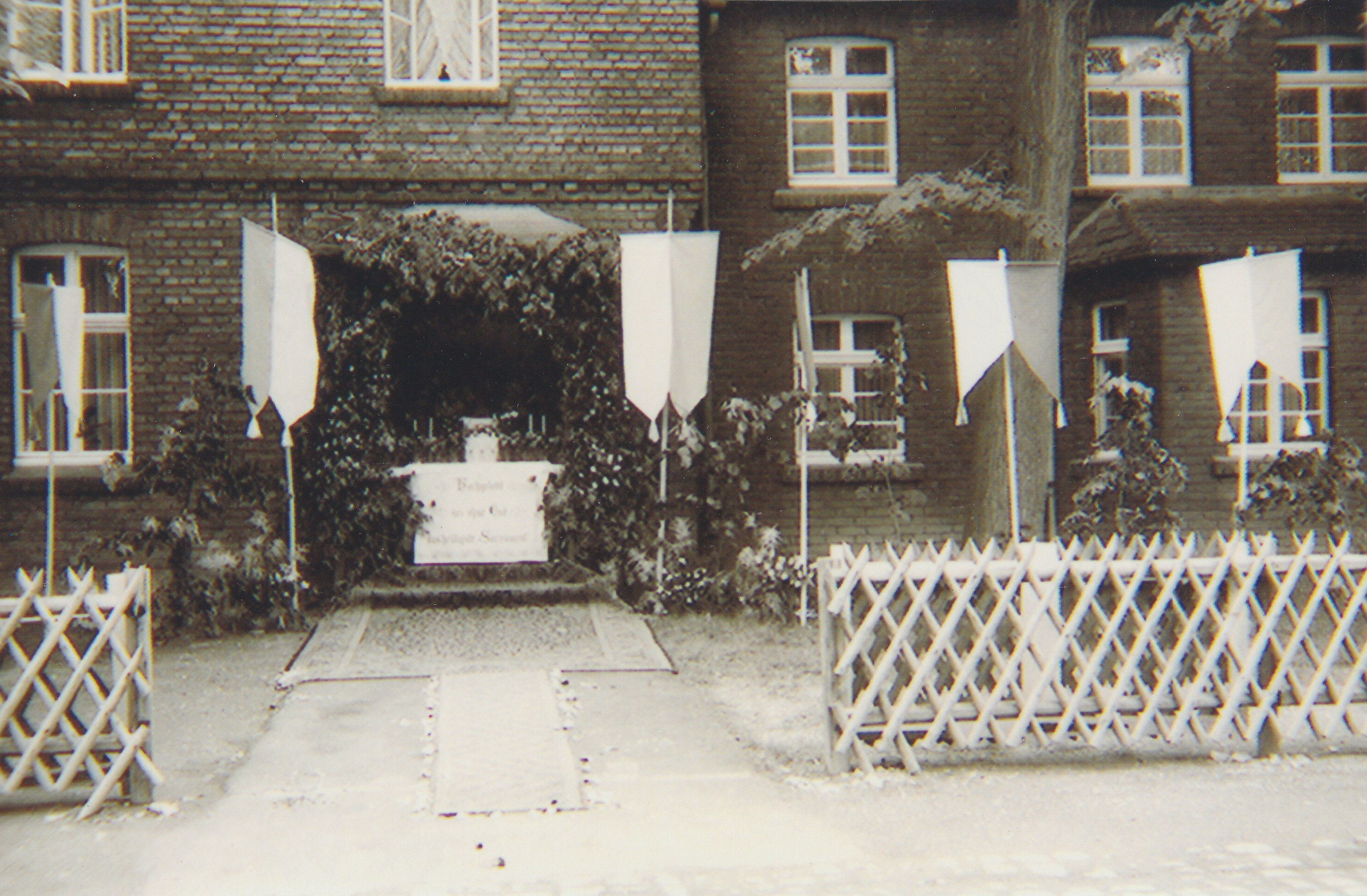
Fronleichnamsaltar vor dem Hof Otte, um 1955

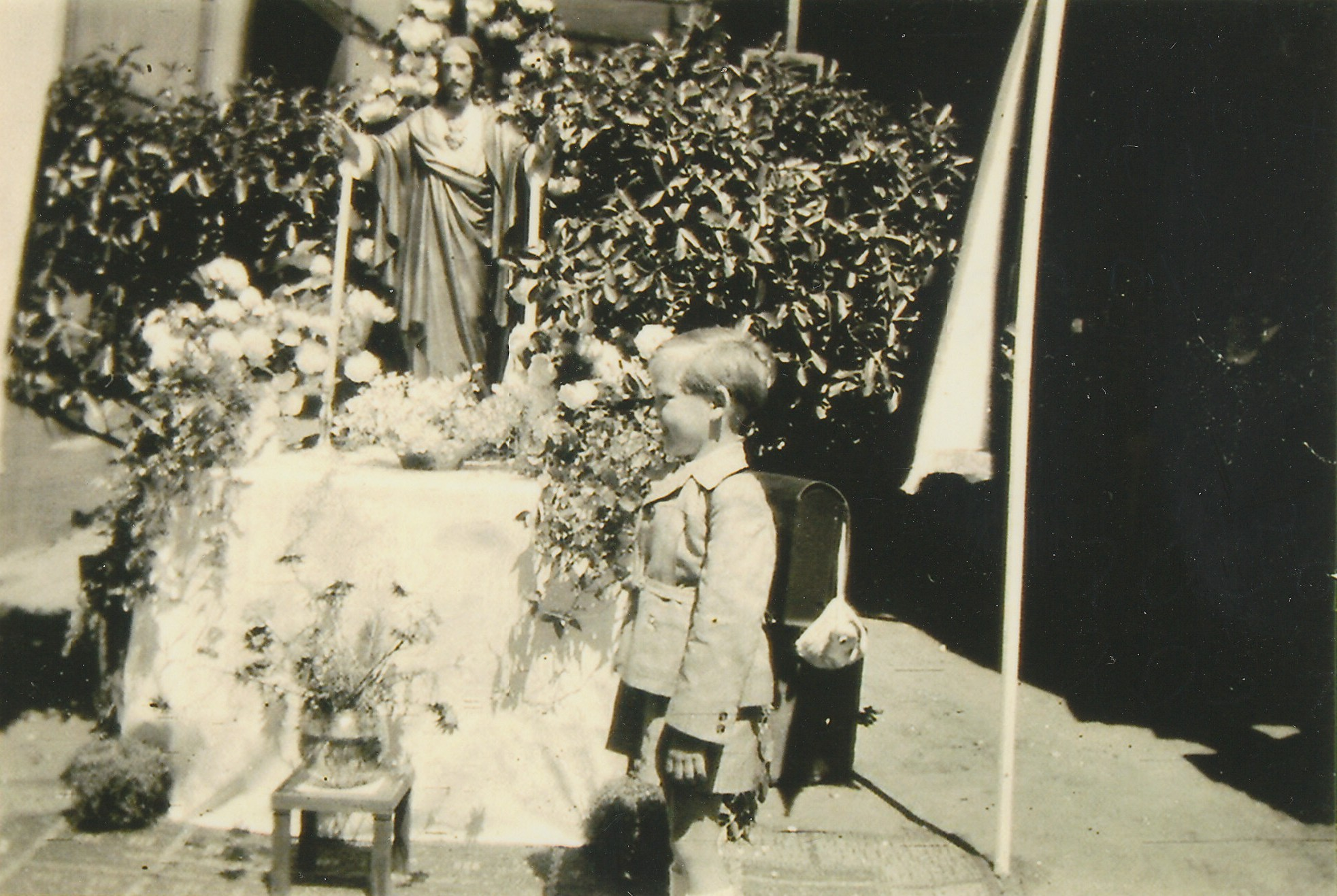
Fronleichnamsaltar vor dem Haus Steffenbröer, um 1955

Im 18. Jahrhundert fand am Tag nach dem Fronleichnamsfest eine Feldprozession mit vier Stationen statt. Pastor Reiser vermerkte hierzu in seinem Lagerbuch um 1755:

„postridie wird gehalten die uralte Feldprozession und gehet des morgens um 6 Uhr an die singende Mess, nach derselbigen gehet die Prozession auf die Schrammen Warte (Bökenförder Warte) und ist die erste Station, von der gehet man auf das Haus Raben (Schwarzenraben) in die Kapell Mess zu hören, unter der Mess wird auf dem Haus ein Frühstück für den Pastor, Küster und Provisor gegeben, wovon zwar die Umläufer mit participieren (teilhaben), sed ex indulgentia (aber aus Güte), nach der heiligen Mess wird von dem Pater oder von einem anderen eine kleine Predigt gehalten. Anno 1744 habe ich diese Predigt stehen lassen (ausgelassen), welche zwar ob variationem in den 14 Jahren drei oder viermal selbst gehalten, sonsten allezeit die vorige Patres ex permissione pastores (von Erlaubnis/Entscheidung des Pastors) getan, sine requisitione, der Pater Magnus aber auch unterlassen und das onus auf mir bürden wollen, sed imprudenter ob rationes in contrarium. Denn 1. bin ich kein Pastor vom Haus Schwarzenraben und gleich wohl dieses wäre, so tuet der Pastor von Erwitte allda nichts umsonst, sondern hat 3 Reichtaler für seine Dienste jährlich einzunehmen. 2. ist dieses also eine Gefälligkeit, dass wir mit dem hochwürdigen Gut dahin gehen und dafür ein Frühstück allein zu essen nehmen. 3. so wird kein Evangelium in der Kapelle, sondern allezeit bei dem Kreuz gesungen, als an der anderen Station. 4. zeiget Herr Pastor Hesse an, dass ein Pastor zu Bökenförde absolut nicht schuldig allda die Predigt zu haben, sondern die Herrschaft sich diese verschaffen müsse, wie sonst geschehen, denn derselbige Tag ist einem Pastor ohn dem oneröß genug, auch kein Festtag. 5. so weiset das Kirchenbuch an, dass ein Pastor die Prozession müsse halten, dass er aber predigen soll oder wo er seinen Weg soll nehmen, dieses wird nicht gemeldet. Werde also forthin nicht mehr da predigen, nisi debite requisitus oder per mandata superiorum compulsus. Im Übrigen kann man ihnen das Frühstück lassen, einen kürzeren Weg nehmen, von dem Haus bleiben und die supplication wie die neuliche recession verordnen, in etwa abbrechen und die dritte Station halten bei der Linnen und die vierte in der Kapelle zu Eclo (Eikeloh), allwo danach keine Predigt gehalten wird, unter welchen dann die Trägers abermal sich bei dem Provisor erfrischen. Auch diesen Tag gibt unsere Kirche aus 2 Reichstaler 12 Groschen, wovon Pastor, Küster ein regierender Provisor, wenn er mit gehet, der Kreuzträger, Fahnen- und Himmelträger, die Pulsanten, der Ludimagister (Organist) von Eclo (Eikeloh) und zwei denominirte Chorsänger ein jeder 4 Groschen empfangen tuet, wenn sonst mehr Chorsänger seint, kann man mit dem Geld nicht auskommen. Es wird auch das Gnadebild in dieser und St. Laurentius-Prozession herumgetragen.“

Diese große und streckenmäßig als beschwerlich zu bezeichnende Feldprozession wird in der zweiten Hälfte des 18. Jhs. aufgegeben, so dass sie im 19. Jahrhundert in den Proklamationsbüchern gar nicht mehr erwähnt wird.

### Der Lobetag
Nachdem eine Viehseuche fast 40 Pferde, Kühe und Rinder verenden ließ, gelobten die Bökenförder Einwohner am 5. August 1712 einen Lobetag einzurichten. Solche Lobetage waren beispielsweise aus dem Dreißigjährigen Krieg in Störmede, Geseke und Bad Westernkotten bekannt. Allerdings gehen diese meist auf eine Pestepidemie, die den Tod über die Dorfbevölkerung brachte, zurück. Die Bökenförder Gemeindemitglieder gelobten im Beisein ihres Pastors Hesse am Vortag des Laurentiusfestes, also am 9. August ab Mitternacht einen Fast- und Abstinenztag einzuführen sowie eine Messe zu Ehren der 14 Nothelfer, des Bischofs und Märtyrers Dionysius und zu Ehren des Hl. Blasius, den beiden Patronen des Viehs, lesen zu lassen. Die Bökenförder Gemeindemitglieder sollten sich des Essens und Trinkens enthalten, ebenso sollte das Vieh während dieses Zeitraumes weder gefüttert noch getränkt werden. Vergehen sollten sogar bestraft werden. Außerdem fand am Laurentiustag (10.08.) ab 9 Uhr morgens eine Prozession statt, zu der das Allerheiligste mitgeführt wurde. An den vier Stationen wurde je der Segen erteilt. Bei Regen soll die Prozession auf dem Kirchhof oder in der Kirche stattfinden. Jeder solle nach seinem Vermögen den Armen oder der Kirche zu Nutzen Almosen geben. Minderjährige unter 7 waren von dieser Regelung ausgeschlossen. Die Terminierung vor dem Laurentiustag hat in Bökenförde eine besondere Bedeutung. Der Namenstag des Hl. Laurentius dürfte in Bökenförde lange Zeit ein besonderer Gedenktag gewesen sein. Das ist daher zu erklären, weil Bökenförde ursprünglich keine eigene Pfarrei war, sondern bis Ende des 16. Jhs. eine Filialgemeinde von St. Laurentius in Erwitte.
Die Prozession an diesem Bökenförder Lobetag ist im ausgehenden 18. Jahrhundert wahrscheinlich mit dem Fest Mariä Himmelfahrt zusammengelegt worden, welches eine Woche später gefeiert wird. Grund hierfür war möglicherweise die Tatsache, dass sie laut Vermerk des Pastor Reiser nicht vom Generalvikariat bestätigt und der Termin anerkannt worden war. Zudem war mit Aufblühen der Marienverehrung das Marienfest Maria Himmelfahrt seit 1780 mit einem Ablass bedacht worden, so dass dieses Fest besondere Aufwertung erfuhr. Noch im 19. Jahrhundert ist der Laurentiustag ein besonderer Tag im Gemeindeleben. Bereits einen Tag vorher begann man mit dem Fasten und der Abstinenz. Am Laurentiustag wurde eine Messe für die Gemeinde Bökenförde gelesen. Eine Prozession fand allerdings nicht
mehr statt. Im 20. Jahrhundert verlor der Laurentiustag und der Lobetag in der Bökenförder Pfarrei gänzlich an Bedeutung und verschwand spurlos. Nachweislich wurde das Laurentiusfest noch bis Ende der 1950er Jahre mit einer hl. Messe gefeiert. Seit 1922 lässt sich nachweisen, dass der Lobetag kein Fast- und Abstinenztag mehr war. In den Proklamationsbüchern wird er überwiegend als Laurentiustag bezeichnet und 1959 letztmals erwähnt. Der neue Pfarrer Walter Pöppe übernahm ab 1960 den Gedenktag schließlich nicht mehr.

### Maria Himmelfahrt

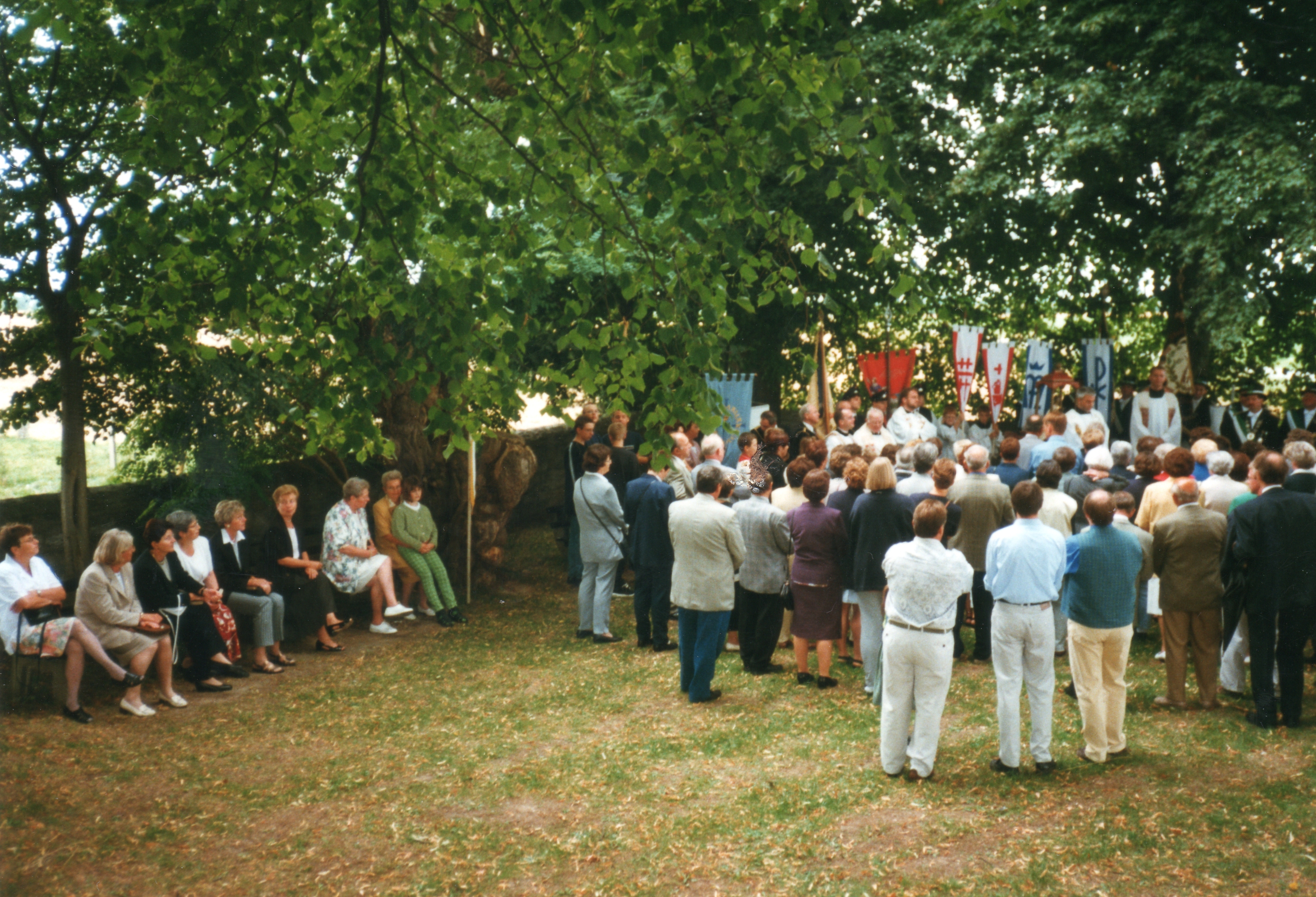
Prozession Maria Himmelfahrt am Brünneken, um 2000

Der genaue Zeitpunkt der Einführung einer Prozession zu Maria Himmelfahrt in der Pfarrei Bökenförde kann nach derzeitiger Quellenlage nicht bestimmt werden. Eine entscheidende Aufwertung erhielt das Marienfest allerdings 1780, als Papst Pius VI. zu Dreifaltigkeit, Weihnachten und Maria Himmelfahrt einen Ablass bewilligte. So lassen sich seit dem 19. Jahrhundert regelmäßige Himmelfahrtsprozessionen nachweisen. Durch die Weiterentwicklung der Marienverehrung ist die im 18. Jahrhundert stattfindende Lobetagsprozession am 10. August wahrscheinlich auf das Fest Maria Himmelfahrt verschoben worden. Im 19. Jahrhundert lässt sich deshalb eine entsprechende Marienprozession nachweisen, während die Lobetagsprozession keine Erwähnung mehr findet, obschon der Lobetag bis 1959 bestehen blieb. Die Prozession am Sonntag um das Fest Maria Himmelfahrt (15.08.) ist seit dem 19. Jahrhundert in der Pfarrei Bökenförde genau belegt und wurde von Pfarrer Schenuit 1942 sogar als „zweites Fest unseres Gnadenbildes“ betrachtet. Der Ablauf ist der Prozession zu Dreifaltigkeit gleich.
Nach dem Fortgang von Pater Rolke im Juni 2010 und den Umstrukturierungen im Pfarrverbund Esbeck-Hörste-Dedinghausen-Rixbeck-Bökenförde soll die Prozession nach der Messe in der Pfarrkirche ohne Priester erfolgen. Seit der Wiederbelebung im 18. Jahrhundert war das Prozessionswesen in Bökenförde einem stetigen Wandel unterzogen. Die Feldprozession nach dem Fronleichnamsfest wurde aufgegeben und die Lobetagsprozession am Laurentiustag auf das Fest Maria Himmelfahrt verlegt. Außerdem kam eine Prozession zu Christi Himmelfahrt sowie mit dem weiteren Ausbau des Wallfahrtswesens seit den 1920er Jahren noch 1934 die Dekanatsmännerwallfahrt am Pfingstmontag hinzu. Dann brachte das Zweite Vatikanische Konzil große Veränderungen – auch für das Prozessionswesen – mit sich. Im Zuge der Liturgiereform sollte auch das Prozessionswesen in den Pfarreien vereinfacht werden. So wurden in Bökenförde 1965 die Bittprozession (Markusprozession) sowie die Prozession zu Christi Himmelfahrt abgeschafft. Um 2003 wurde zusätzlich noch die Fronleichnamsprozession aufgegeben, so dass heute lediglich noch die Dekanatsmännerwallfahrt zu Pfingsten sowie die Prozessionen zu Dreifaltigkeit und zu Maria Himmelfahrt stattfinden.

### Dekanatsmännerwallfahrt

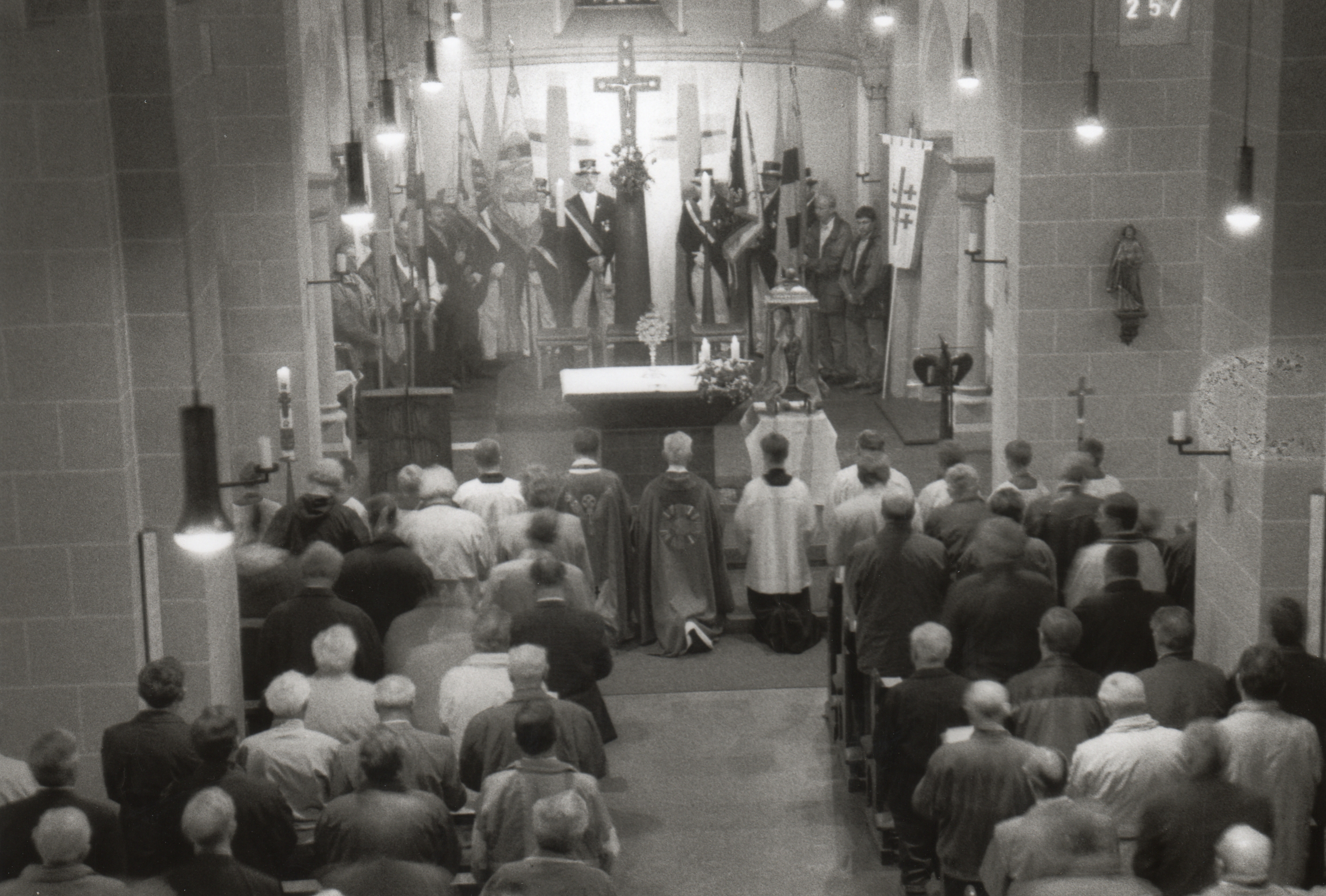
Abschluss der Dekanatsmännerwallfahrt in der Pfarrkirche, um 1995

Am zweiten Pfingsttag fanden seit 1924 Wallfahrten zum Brünneken in der Bökenförder Feldflur statt. Daraus entwickelte sich 1934 die Dekanatsmännerwallfahrt, die in diesem Jahr von Pfarrer Otto Schelle von der St.-Elisabeth-Kirche in Lippstadt eingeführt wurde und seither jährlich am Pfingstmontag veranstaltet wird. Diese Wallfahrt zum Brünneken musste von den Nationalsozialisten wegen des großen Zulaufs Widerwillens geduldet werden. Damals nahmen oft mehr als 2000 Gläubige an der Dekanatsmännerwallfahrt teil. Seit ihrer Einführung beteiligen sich Männer aus dem gesamten Dekanat Lippstadt an dieser Wallfahrt zum Brünneken. Eine Prozession zieht, begleitet von Bläsern von Lippstadt her über Rixbeck zum Brünneken. Aus Richtung Bökenförde erreicht dann eine andere Gruppe ihr Ziel mit den Prozessionsteilnehmern aus Erwitte, Bad Westernkotten und Bökenförde, die das Gnadenbild mitführen. Bis heute bilden die Fahnenabordnungen der verschiedenen Vereine und Verbände aus den einzelnen Ortschaften ein eindrucksvolles Bild. Nach der Messfeier ziehen die teilnehmenden Männer mit dem Gnadenbild in die Bökenförder Wallfahrtskirche ein, wo in feierlichem Rahmen der Segen gespendet wird.